# Communauté rurale de Nghaye
La communauté rurale de Nghaye est une communauté rurale du Sénégal située au centre-ouest du pays. 
Elle fait partie de l'arrondissement de Ndame, du département de Mbacké et de la région de Diourbel.
Lors du dernier recensement, la CR comptait 10 460 personnes et 996 ménages.